# 隷定
隷定（れいてい; 簡体字: 隶定; 繁体字: 隸定; 漢語拼音: lìdìng; 通用拼音: li4ding4; ウェード式: li4ting4; 注音: ㄌㄧˋㄉㄧㄥˋ）、または隷古定（れいこてい）は、中国漢代以後、異なる時代の通行の漢字書体（隷書や楷書）が古漢字（甲骨文字、金文、戦国文字、小篆など）の構造（あるいは音義）を転写する方法である。隷定は漢字の書写・漢字学研究・古文献整理において常用される。古漢字を字形に基づいて隷定したものが即ち隷定字であり、歴史上、次第に進化発展して異なる演変字ができる場合があり、それによって異体字が生み出される。

## 語源

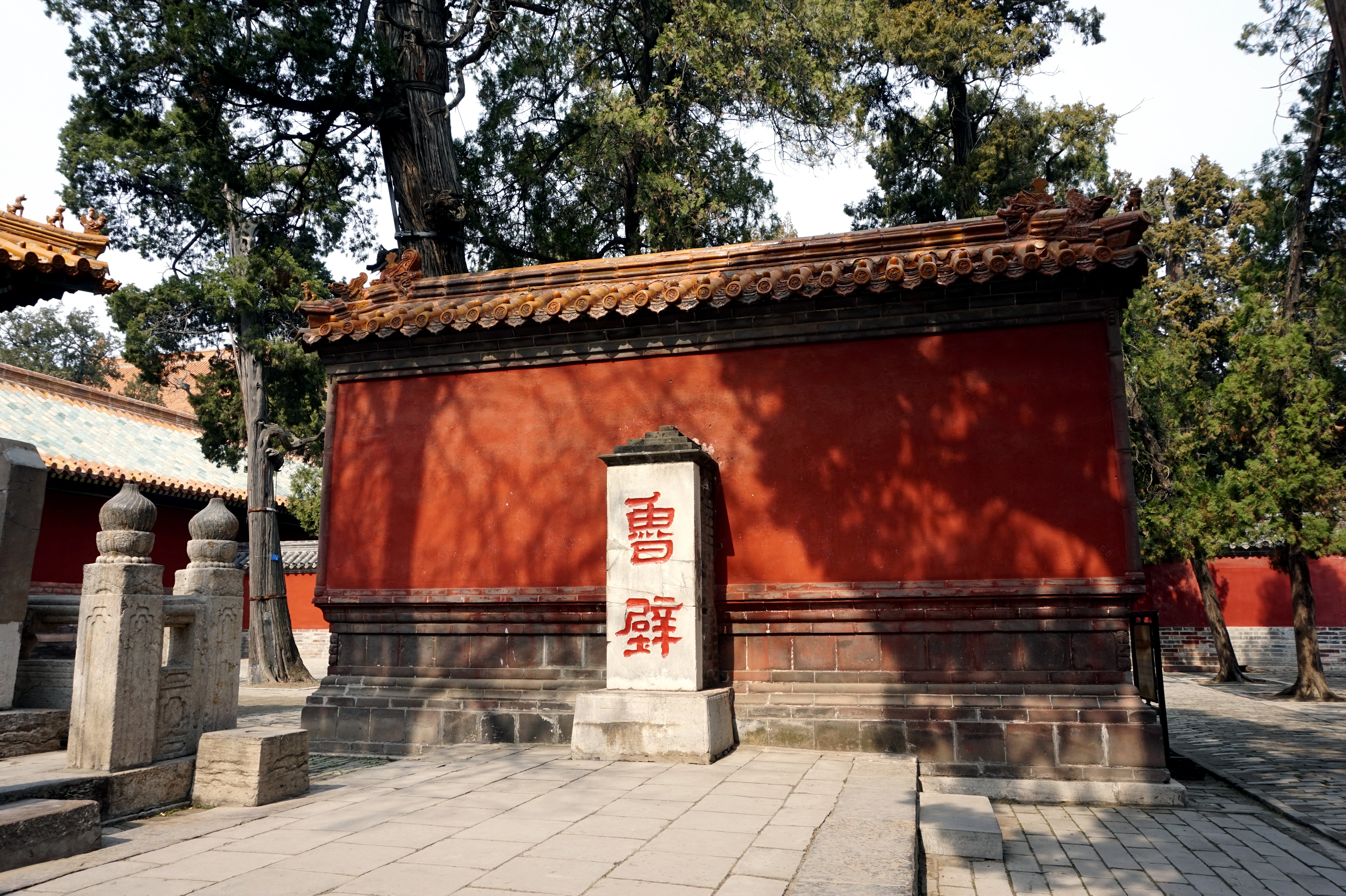
曲阜孔子廟の魯壁

漢の時、魯の恭王が孔子の旧宅を壊して、壁の中から古漢字で書写した儒教の経典を発見した。孔子の後孫である孔安国はこの1連の文献を整理し、朝廷に献じた。孔安国に仮託された『偽古文尚書』の「尚書序」では「科斗書廢して已に久しく、時人能く知る者無く、聞く所の伏生の書の考論文義を以て、其の知るべき者を定め、隸古定を為す」と言い、唐の孔潁達の『尚書正義』は解釈して「隸古は、正に謂う、古文體に就（つ）いて隷に従って之れを定む、と」と説いた。隷定という言い方は、この“從隸定之（隷に従って之れを定む）”の節略から来ている。
また、人によっては後世の楷書で古漢字を転写する方法を楷定ということもあるが、楷書を“今隷”や“隷書”と呼ぶこともある:79

## 隷定字と演変字
漢字の歴史上、書写様式は幾たびかの重大な変化を引き起こしたことがある。古漢字の構造に基づいて今日の楷書の筆法で転写した字形を隷定字と呼び、古漢字が隷変を経たり、次第に進化発展したりしてできた字形を演変字と呼び、両者とも伝承字に属する。隷定字形は演変字形と同じ場合も差異がある場合もある。そのようにして異体字ができる。例えば、甲骨文・金文中のが、小篆中で発展変化してとなり、隷書中で発展変化してとなった。その甲骨文の隷定字は“秂”であり、小篆隷定字は“秊”であり、演変字は“年”である。

## 隷定方法
どのように古漢字を転写して現行の漢字とするかには、多くの異なる実践方法がある。学者によってはそれらを帰納して表層構造描写法・深層構造遡源法・通用字転換法とする。また、同1篇の文献を整理に重点を置く際には、できるかぎり隷定方法と原則の統一を保持すべきである。

### 表層構造描写法
表層構造描写法は狭義の隷定である。さらに筆画描写隷定（筆画隷定とも呼ぶ）、文字要素対応隷定（偏旁隷定・表層構字要素描写法とも呼ぶ）、および総合性隷定に分けることができる。
筆画描写隷定は、古漢字を筆画に基づいて現行の漢字の筆法のままに転写し、一筆一画も疎かにしないように努める。文字要素対応隷定は、構造上、区別しうる構字要素をもって、現行漢字における機能が同じ通行の文字要素に対応させる。総合性隷定とは、以上の両方面を総合するものである。これにより同一古文字字形が異なった隷定字形を持つことがある。例えば、小篆のは“𨝥”・“郞”・“郎”・“郒”と隷定されうる。それによって大量の異体字が生み出される。
| 小篆 | 歴時演変 | 隷定転写 | 隷定転写 | 隷定転写 |
| 小篆 | 歴時演変 | 筆画描写 | 要素対応 | 総合隷定 |
| ---- | -------- | -------- | -------- | -------- |
|      | 徒       | 𨑡       | 𨑒       |          |
|      | 寇       | 寇       | 𡨥       |          |
|      | 敖       | 𢾍       | 敖       |          |
|      | 熬       |          | 熬       | 𤏺 𤎅    |

表層構造描写法の目的は古形を保存することにあり、1つには可能な限り原字形中の情報を留めて、その字形構造の特徴を表現し、2つには古漢字の釈読ができない時に機械的・固定的にその筆画あるいは構成要素に基づいて現行の漢字に転換し、現行書体と協調させる。

### 深層構造遡源法
深層構造遡源法は、出土文献整理の際によく用いられる。合体字に対しては、深層の構成原理と表層の書写構造とが矛盾を起こした時、表層の特徴をなおざりにしてでも、各要素の来源を遡及し、訛変した形体を回復して同じ機能の通用要素にしてもよい。例えば、包山楚簡の戦国楚文字（“歳”）が、表層構造に照らせばと隷定され、深層原理に照らせば、“步に从（したが）う・戉（エツ）の声・月（ゲツ）の声”であると隷定することもできる。

### 通行字転写法
通行字転写法は古文字の字形構造と構成原理に着目しないが、それと通行の現行漢字との間の対応関係に目を配り、それを現行の正体字に転写する。例えば、包山楚簡のが直接“歲”あるいは“岁”と隷定されるようなものである。通行字転写法は稍々広い意味での隷定であり、その目的は文献閲読の便を図ってのことである。

## 隷定の実用例

### 書写

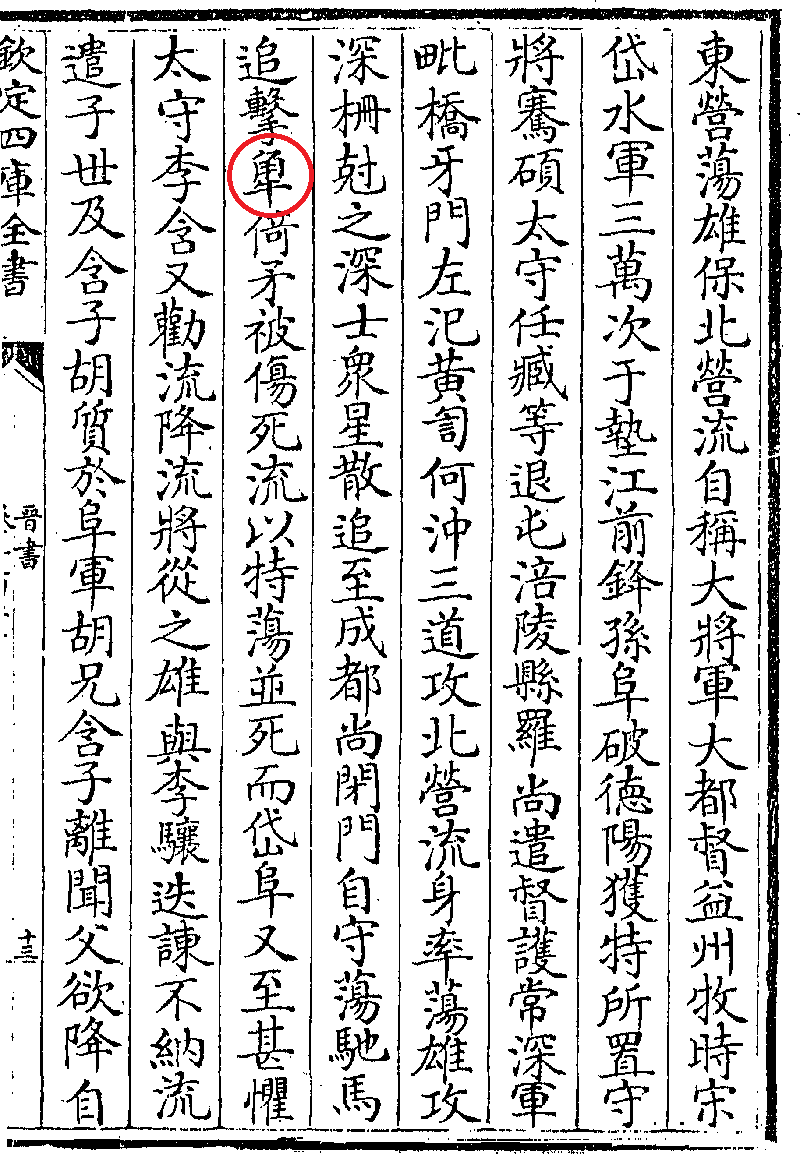
“触”を『晋書』では“”に作る、金文の隷定字である。

漢代以来、文字の書写において時おり隷定字が出現することがある。例えば、漢末、古文経が流行し、隷書の碑文石刻の中には大量に古文・籀文・篆文の隷定字が出現する。清朝の復古の気風において殊に盛行し、傅山・朱彝尊らはみな隷定字で書くことを愛した。理由の一端として、漢字が表語文字であるためであるが、主流書体は小篆が隷書に転換した（“隷変”）時に、大量の構成要素が訛変を起こして構成原理を破壊してしまい、後世の人が構成原理を維持して失われないことを期して、それゆえ隷定字で書いたというものである。理由のもう一端として、古をもって雅とする恋古懐旧のコンプレックス心理もありうる:155,162。
近代の小学大家章太炎は、常日頃書信の中で好んで『説文解字』の小篆の隷定字を使った。例えば、ある書簡で、彼は“得”を“𢔶”（）と書き、“函”を“圅”（）と書き、“更”を“㪅”（）と書き、“以”を“㠯”（）と書き、“棋”を“棊”（）と書いたが、すべて通行の書法とは異なる隷定字である:672。2017年、上海人民出版社が出版した『章太炎全集・書信集』では、これらの字形を残し、その書写の本来の面貌を具現した。

### 文献整理
隷定は文献整理の一手法であり、未識字・異体字・古文字を転写して既識字・正体字・現行通行の字とすることを通じて、古文字文本を転換して通行の現行文字文本とすることができ、それによってさらに多くの人の閲読と学習の便に供せられる。

### 漢字研究
隷定自体は漢字構成分析の一手法である。そして隷定字を整理することは、すなわち古漢字の考釈や俗字研究・大型字書の編纂・漢字発展史研究の助けとなる:7。また、隷定字の整理は、漢字古籍のデジタル・データ化において漢字情報処理に対する必要な前提条件でもある。

## 参考資料
1. ↑  簡体字: 隶古定; 繁体字: 隸古定; 漢語拼音: lìgǔdìng; 通用拼音: li4gu3ding4; ウェード式: li4ku3ting4; 注音: ㄌㄧˋㄍㄨˇㄉㄧㄥˋ
2. 1 2 3 4 5 6 7 8  李守奎 (2016). “再论隶定——《楚文字》隶定之检讨 [隷定再論——『楚文字』隷定の検討]” (中国語). 汉字学论稿 [漢字学論稿]. 北京: 人民美术出版社. p. 151-170. ISBN 978-7-102-07450-4
3. ↑    (中国語) 史記·儒林列傳, ウィキソースより閲覧, "孔氏に古文尚書あり、而して安国 今文を以て之を読み、因りて以て其の家を起す（孔氏有古文尙書，而安國以今文讀之，因以起其家。）"
4. ↑    (中国語) 漢書·藝文志, ウィキソースより閲覧, "武帝の末、魯の共王 孔子の宅を壊し、以て其の宮を広めんと欲す。而して古文尚書及び礼記・論語・孝経凡そ数十編を得るが、皆古字なり。……孔安国は、孔子の後なり、悉く其の書を得、以て二十九篇を考じて、十六篇を多（ま）すことを得。安国之を献ず（武帝末，魯共王壞孔子宅，欲以廣其宮，而得古文尙書及禮記、論語、孝經凡數十篇，皆古字也。……孔安國者，孔子後也，悉得其書，以考二十九篇，得多十六篇。安國獻之。）"
5. 1 2 3  李守奎 (2016). “《曹沫之陳》之隸定與古文字隸定方法初探 - ウェイバックマシン（2021年11月29日アーカイブ分） [『曹沫之陳』の隷定と古文字隷定方法の初歩的研究]” (中国語). 汉字学论稿 [漢字学論稿]. 北京: 人民美术出版社. p. 141-149. ISBN 978-7-102-07450-4
6. 1 2 3 4 5 6  胡佳佳 (2011). “古籍数字化中的汉字信息处理 [古籍のデジタル・データ化における漢字情報処理]”. In 北京師範大学民俗典籍文字研究中心 (中国語). 民俗典籍文字研究 第8辑 [民俗典籍文字研究 第8集]. 北京: 商務印書館. p. 163-172. ISBN 978-7-100-08461-1
7. ↑  裘锡圭 (1988) (中国語). 文字学概要. 北京: 商務印書館. ISBN 7-100-00413-6
8. ↑    (中国語) 唐六典·卷十·秘書省, ウィキソースより閲覧, "字体に五有り、一に曰く古文……二に曰く大篆……三に曰く小篆……四に曰く八分……五に曰く隷書、典籍・表奏及び公私文疏の用いる所なり（字體有五：一曰古文……二曰大篆……三曰小篆……四曰八分……五曰隸書，謂典籍、表奏及公私文疏所用。）"
9. ↑  陆明君 (2009) (中国語). 魏晋南北朝碑别字研究. 北京: 文化艺术出版社. ISBN 978-7-5039-3678-4
10. ↑  章太炎 (2017) (中国語). 章太炎全集 书信集. 上海: 上海人民出版社. ISBN 978-7-208-14368-5
11. ↑  张钰翰 (2017年9月8日). “近40年接力奋斗，680万字《章太炎全集》是怎样诞生的 [40年近く受け継ぎ奮闘、680万字『章太炎全集』はどのようにして誕生したのか]” (中国語). 澎湃新聞 (上海)
12. ↑  徐在国 (2002) (中国語). 隶定“古文”疏证 [隷定「古文」疏証]. 合肥: 安徽大学出版社. ISBN 7-81052-560-3